# Fritzbach
Fritzbach er en 28 km lang biflod til Salzach i den østrigske delstat Salzburg. Den udspringer syd for bjerget Bischofsmütze og flyder i østvestretning forbi byerne Hüttau og Pöham og udmunder i Salzach nord for Bischofshofen.
Flodens gennemsnitlige gennemløbsmængde er målt ved Kreuzbergmauth 4,4 m³/s.
47°26′35″N 13°12′42″Ø / 47.4431°N 13.2117°Ø